# Rue Belin
Pour les articles homonymes, voir Belin.
La rue Belin  est une voie de la commune française de Reims, située au sein du département de la Marne, en région Grand Est.

## Situation et accès
Elle relie le boulevard Robespierre à la rue Émile-Zola.

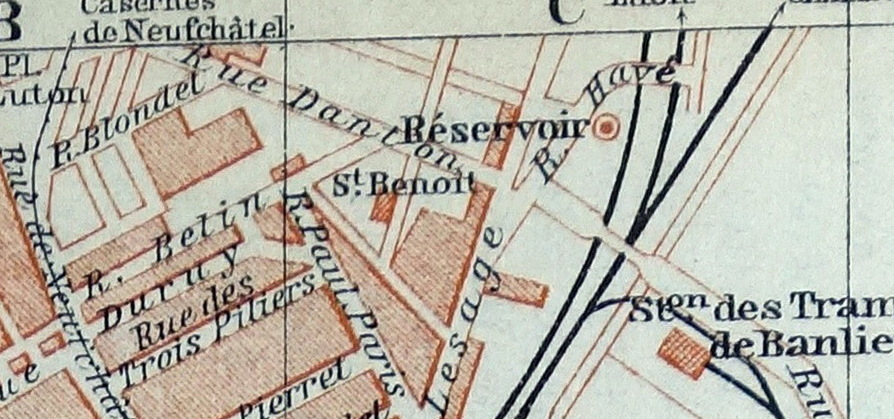
En 1908.

## Origine du nom
Elle porte ce nom en hommage au maire de Reims Théodore Denis Belin (1793-1865).

## Historique
Elle porte ce nom depuis 1876 environ.

## Bâtiments remarquables et lieux de mémoire
- Le sanctuaire romain fouillé en la rue.

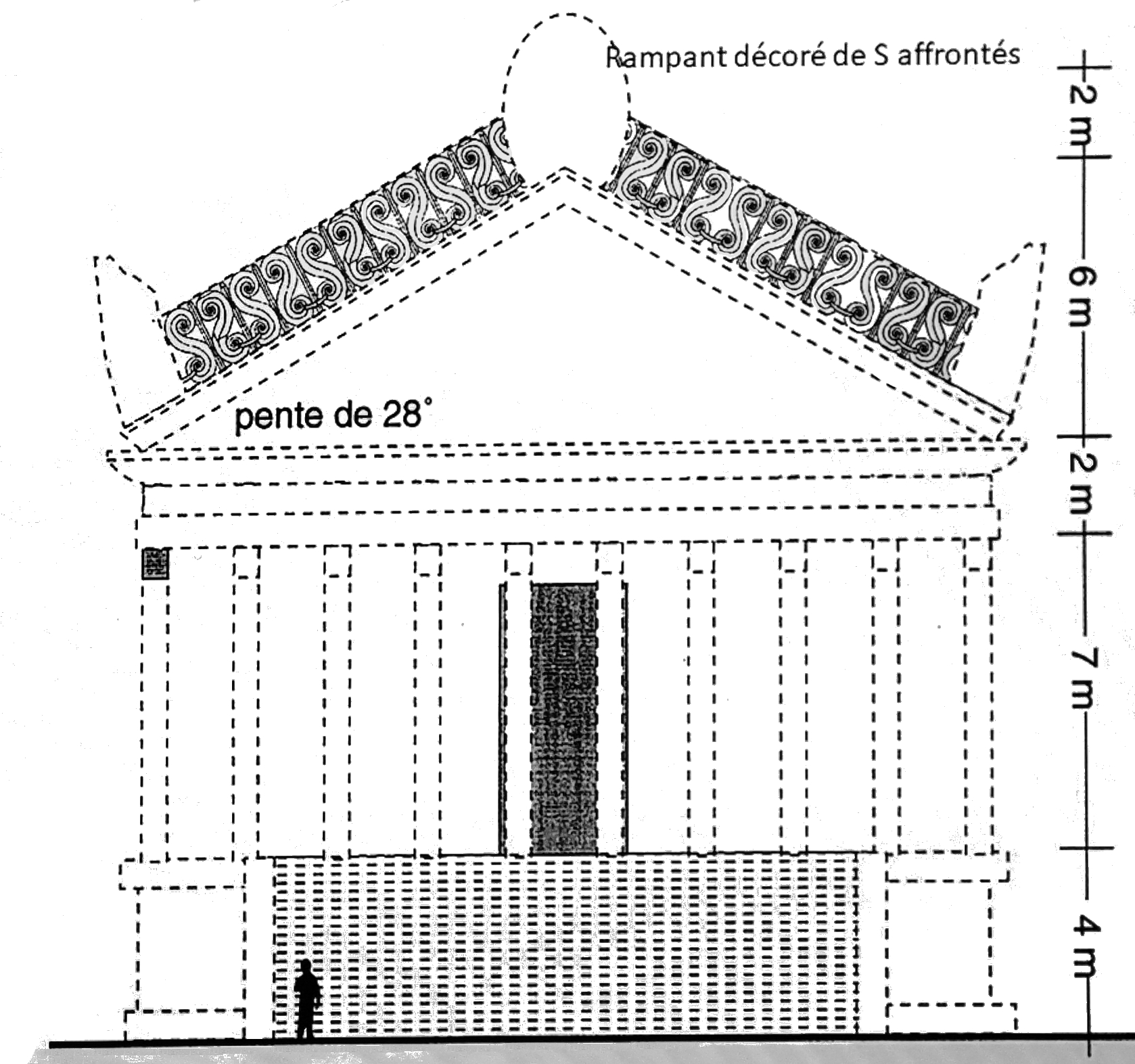
Reconstitution du sanctuaire.